# Čukljenik (Niška Banja)
Čukljenik (em cirílico: Чукљеник) é uma vila da Sérvia localizada no município de Niška Banja, pertencente ao distrito de Nišava, na região de Ponišavlje. A sua população era de 245 habitantes segundo o censo de 2011.

## Demografia
| 1948 | 1953 | 1961 | 1971 | 1981 | 1991 | 2002 | 2011 |
| ---- | ---- | ---- | ---- | ---- | ---- | ---- | ---- |
| 562  | 576  | 518  | 473  | 358  | 318  | 287  | 245  |